# Ceratium ramakrishnii
Ceratium ramakrishnii is een soort in de taxonomische indeling van de Myzozoa, een stam van microscopische parasitaire dieren. Het organisme komt uit het geslacht Ceratium en behoort tot de familie Ceratiaceae. Ceratium ramakrishnii werd in 1968 ontdekt door Subrahmanyan.